# Delphinium chamissonis
Delphinium chamissonis är en ranunkelväxtart som beskrevs av George August Pritzel och Wilhelm Gerhard Walpers. Delphinium chamissonis ingår i släktet storriddarsporrar, och familjen ranunkelväxter. Inga underarter finns listade i Catalogue of Life.